# Райх, Вильгельм
Вильге́льм Райх  (нем. Wilhelm Reich; 24 марта 1897, Добряничи, Королевство Галиции и Лодомерии, Австро-Венгрия — 3 ноября 1957, Льюисберг, Пенсильвания, США) — австрийский и американский психолог, неофрейдист, один из основоположников американской школы психоанализа, единственный из учеников Фрейдa, развивавший возможности радикальной социальной критики: отмену репрессивной морали и требование полового просвещения. Идеи Райха оказали влияние на «новых левых» на Западе.

## Биография

### Семья
Вильгельм Райх родился 24 марта 1897 года в селе Добряничи в Галиции (Австро-Венгрия, ныне во Львовском районе Львовской области Украины), в еврейской семье среднего достатка. Детские годы и юность провёл неподалёку, в Южинце (ныне в Черновицкой области), где отец управлял арендованным земельным поместьем.
Его отец, Леон Райх, был властным, ревнивым и вспыльчивым мужчиной. Его жена, красавица Цецилия Ронигер, была полностью подчинена мужу, хотя и страдала от его характера.
Вильгельм рос в изоляции от местных еврейских и украинских детей. Несмотря на еврейское происхождение, его отец считал себя немцем по культуре, поэтому в доме разрешалось говорить только по-немецки, а не на идише. Своего младшего брата Вильгельм воспринимал не только как товарища, но и как соперника. К матери Вильгельм испытывал сильные сыновние чувства и боготворил её. Несмотря на ревнивый характер мужа, она имела связь с домашним учителем, о которой Вильгельм рассказал отцу. В результате, когда Вильгельму было 14 лет, его мать покончила жизнь самоубийством. Смерть жены сломила отца, вскоре он подхватил воспаление легких, перешедшее в туберкулёз, и умер, пережив жену всего на три года. Так в 17 лет Вильгельм стал полным сиротой. От туберкулёза, этой «болезни бедности», в возрасте 26 лет умер и брат Вильгельма.

### Становление личности
После смерти отца Вильгельм Райх, продолжая учиться, взял управление фермой в свои руки, но в 1916 году Первая мировая война разрушила эту семейную собственность. Вильгельм принял решение оставить дом и поступить на службу в австрийскую армию. Став офицером, он сражался в Италии.

### Профессия

#### Вхождение в психоанализ
В 1918 году Райх поступил в медицинскую школу Венского университета, а уже в следующем, 1919 году стал членом Венского психоаналитического общества и приступил к психоаналитической практике. Здесь же, в университете он познакомился со своей первой женой — будущим медиком Анни Пинк, которая впоследствии тоже стала заниматься психоанализом. Психоанализ и марксизм были популярными в студенческой среде, и Райх был одним из тех, кто стремился соединить учения Фрейда и Маркса.
В 1922 году Райх получил степень бакалавра медицины и стал первым клиническим ассистентом доктора Фрейда в его венской клинике. Впоследствии он дорос до вице-директора этой клиники. В 1924 году Райх стал директором первого в стране учебного института психоанализа, где преподавал и сам.
Фрейд часто конфликтовал со своими учениками, когда те начинали настаивать на своих собственных взглядах. В 1927 году не избежал такого конфликта и Райх, придерживавшийся марксистских взглядов, а также полагавший, что в основе каждого невроза лежит отсутствие сексуального удовлетворения.

«Что будет пациент делать со своей естественной сексуальностью, освобожденной от подавления? — Фрейд ничего не говорил по этому поводу, даже не признавал самого этого вопроса, как выяснилось позже. Наконец, из-за избегания этого центрального вопроса, Фрейд сам создал гигантские теоретические трудности, постулировав биологический инстинкт страдания и смерти».
(Из письма В. Райха)

#### Просветительская медицинская деятельность

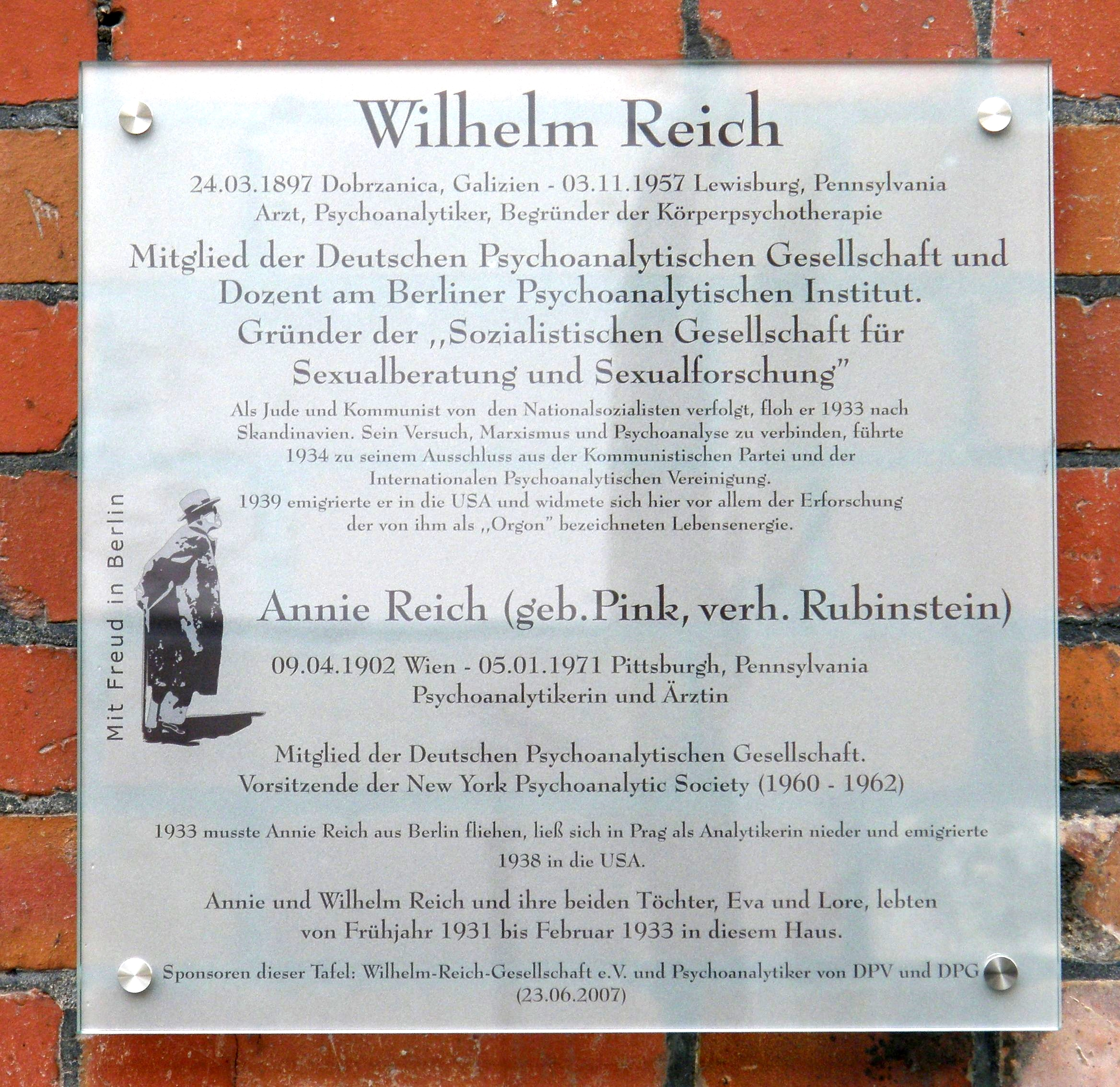
Мемориальная доска Вильгельма и Анни Райх в Берлине.

В последующие годы Райх стал ещё более активно проявлять себя в политике, а также вступил в Коммунистическую партию. В 1929 году он вместе с другими создал клиники сексуальной гигиены для рабочих. В этих клиниках рабочие могли бесплатно получить сведения о контроле рождаемости, воспитании детей и даже сексуальном образовании. Подвергаясь порицанию психоаналитиков за свою политическую деятельность, он переехал из Вены в Берлин. В Берлине, чувствуя себя куда более свободно, чем в Вене, Райх стал уделять больше внимания коммунистически ориентированному движению психического здоровья трудящихся. Он читал лекции и организовывал гигиенические центры по всей Германии.
Однако вскоре его деятельность неожиданно прервалась. Почти одновременно, в течение полугода, его исключили и из Международной психоаналитической ассоциации, и из Коммунистической партии Германии.
Идеи Райха, которые воплощали в жизнь его клиники, намного опережали своё время и не устраивали современное ему общество. Его программа, в настоящее время выглядящая совершенно нормальной, включала следующие главные моменты.
1. Интенсивное образование в области контроля рождаемости. Предоставление контрацептивов всем желающим.
2. Разрешение абортов.
3. Разрешение разводов. Отказ от признания факта законности брака значимым фактором для современной семьи.
4. Сексуальное образование как средство профилактики венерических заболеваний и сексуальных проблем.
5. Обучение сексуальной гигиене врачей и учителей.
6. Отказ от наказания преступников, совершивших преступления на сексуальной почве; лечение таких преступников технологиями психоанализа[5].

Кризис карьеры Райха совпал с политическим кризисом в стране — в 1933 году, устраняя своих противников, к власти пришёл Гитлер. В это время, в период с 1930 по 1933 год, Райх писал свою ставшую впоследствии знаменитой книгу «Психология масс и фашизм». Фашизм, с точки зрения Райха, имеет не столько социальную, сколько биологическую природу: он служит выражением иррациональности характерологической структуры обычного человека, первичные биологические потребности которого подвергались подавлению. В книге подробно анализировалась социальная функция такого подавления и показывалось решающее для этого подавления значение авторитарной семьи и церкви. Книга была запрещена нацистами.
Райх уехал в Данию. Свою первую жену, так и не разделившую его профессиональные и политические взгляды, он оставил в Берлине, а сам женился на переехавшей в Данию балерине Эльзе Линденберг, которая была членом ячейки Райха. Вскоре через Швецию он приехал в Норвегию, где с 1935 года в течение 5 лет проводил свои биологические и психологические исследования.
Новое для Райха увлечение биоэнергетикой не прошло для него даром — в газетах его начинают травить, оспаривая даже сексуальную основу неврозов — основу фрейдизма. Как бы подтверждая положение его программы об отказе от значимости брака, в самый тяжёлый для него момент жизни от него ушла вторая жена.

#### Американский период
В 1939 году руководство Новой школы социальных исследований пригласило Райха в Нью-Йорк, куда он переехал вместе со своей лабораторией. Здесь его ассистентом была эмигрантка немецкого происхождения Ильза Оллендорф, которая впоследствии стала его третьей женой.
Многочисленные переезды и долгое нахождение на грани нервного срыва медленно подтачивали здоровье учёного. С годами у Райха участились приступы тревожности и мнительности, которыми он страдал ещё в юные годы и пытался лечить психоанализом. В Америке Райх отказался от продолжения анализа, не признавал он и традиционных методов лечения, что только усугубило его самочувствие.
В Нью-Йорке Райх ввел третий компонент в своё интегративное учение и основал Институт оргона, где продолжил свои исследования по биоэнергии — энергии жизни, иначе называемой им оргонической энергией. Её он якобы наблюдал в своих лабораторных экспериментах, как фундаментальную жизненную энергию, присущую всем живым организмам. Эта энергия, по Райху, лежит в основе фрейдовской концепции либидо, являясь движущей силой живых организмов, в частности, высших животных и человека. По всей видимости, речь идет об универсальной энергии Ци — одной из основных категорий китайской философии и медицины. Известно, что в определённые периоды жизни Райх проявлял интерес к восточным течениям в медицине, ища там подсказки для своих исследований реакций тела человека. В 1950 году он пытался создать прибор, способный восстанавливать в организме человека истощающийся с годами оргон, снимать переутомление и лечить с его помощью различные болезни, такие как рак, стенокардию, астму, эпилепсию. Райх назвал его оргонным аккумулятором и планировал со временем наладить производство прибора для нужд медицины и психиатрии. Не сохранилось данных, свидетельствующих о результатах эксперимента, и каких-либо сведений о том, занимался ли Райх лечением вышеперечисленных болезней. На него поступали жалобы от соседей, научное сообщество не воспринимало его работы всерьёз. В 1954 году Управление по санитарному надзору за качеством пищевых продуктов и медикаментов отказало ему в лицензии на производство оргонных аккумуляторов и дало распоряжение о прекращении экспериментов. Райх отказался подчиниться распоряжению и открыто продолжил свою деятельность. Райх выступил с заявлением, что Управление не может быть компетентным, так как не располагает сведениями о новых методах. После многочисленных стычек с властями его заключили под стражу и приговорили к двум годам тюрьмы за неуважение к властям. Управление добилось решения об уничтожении имеющихся в лаборатории приборов, чертежей оргонных аккумуляторов, а также всех материалов и публикаций, имеющих отношение к их производству.
Естественнонаучное сообщество воспринимает концепцию оргона как маргинальную теорию.
В 1957 году Вильгельм Райх скончался в федеральной тюрьме от сердечного приступа.

## Идеи Райха

### Телесно-ориентированная терапия
Телесно-ориентированная психотерапия — терапевтическая практика, позволяющая работать с проблемами и неврозами пациента через процедуры телесного контакта (психосоматическая терапия).

### Оргон
Согласно разработанной Райхом теории, весь окружающий мир пропитан «универсальной энергией жизни», названной им «Оргоническая энергия» (лат. organismus — живое существо). Блокирование в организме человека данной энергии должно приводить, по мнению Райха, к возникновению определённых болезней.
Современная наука отвергает теорию оргона и относит её к разряду ложных наук, так как для её доказательства ни автором, ни его последователями не были применены научные методы, а сами положения теории в корне противоречат базовым законам физики (в том числе — законам термодинамики).

## Идеи Райха сегодня и его последователи
Сегодня в мире существует множество последователей широкого учения Райха, среди которых есть анархисты, физики, антропологи, сексологи, политологи, психоаналитики и т. д. Их объединяет критика репрессивных установок современной цивилизации, критика ангажированности современной науки, изучение оргона и независимые антропологические исследования, такие как «Saharasia Discovery and Research» — сравнительный анализ данных о 1170 культурах с целью выявления истоков репрессивной цивилизации и патриархата.

## Образы в искусстве
- 1971 — кинофильм В. Р. Мистерии организма, режиссёр Душан Макавеев
- 2012 — Странное дело Вильгельма Райха / Der Fall Wilhelm Reich / The Strange Case of Wilhelm Reich (реж. Антонин Свобода / Antonin Svoboda) — художественный фильм, в роли В. Райха — Клаус Мария Брандауэр

## Публикации на русском языке

### Книги
1. Райх В. Посмотри на себя, маленький человек!. — СПб.: «Мир Гештальта», 1997. — 112 с.
2. Райх В. [lib.ru/POLITOLOG/RAJH_W/raihdd.txt Психология масс и фашизм]. — М.: «Университетская книга», 1997. — 380 с. — ISBN 5-7914-0002-0.
  - Рецензия на книгу.
3. Райх В. Сексуальная революция. — М.: «АСТ», 1997. — 352 с. — ISBN 5-7914-0005-5.
4. Райх В. Функция оргазма. — М.: «АСТ», 1997. — 304 с. — ISBN 5-7914-0015-2.
5. Райх В. Страсть юности. — М.: «Nota Bene», 2002. — 368 с. — ISBN 5-8188-0038-5.
6. Райх В. Эмоциональная чума человечества. Убийство Христа. — Канон+, 2017. — 352 с. — ISBN 978-5-88373-090-9.
7. Переводы книги «СНАRACTER-ANALYSIS»:
  - Райх В. Характероанализ: техника и основные положения для обучающихся и практикующих аналитиков (перевод с немецкого; под общей ред. А. В. Россохина). М.: Республика, 1999, 462 с.
  - Райх В. Анализ личности. — М.: «Ювента», 1999. — 333 с. — ISBN 5-89692-023-7.
  - Райх В. Анализ характера / Пер. с англ. Е. Поле. — М.: «Апрель Пресс», «Эксмо-Пресс», 2000. — 528 с. — ISBN 5-04-004421-6.
  - Райх В. Характероанализ / Пер. с англ. А. Боковикова. — М.: «Когито-Центр», 2006. — 368 с. — ISBN 5-89353-189-2.

### Статьи
- Райх В. Диалектический материализм и психоанализ // Под знаменем марксизма : журнал. — М., 1929. — № 7—8. — С. 180—206.
- Райх В. Психоанализ как естественнонаучная дисциплина // «Естествознание и Марксизм». — 1929. — № 4. — С. 99—125.
- Райх В. Массовая психология фашизма // «Архетип». — 1995. — № 1. — С. 91—97.
- Райх В. Массовая психология фашизма // «Свободная мысль». — 1992. — № 10. — С. 113—121.